# 特勞布冰川
62°28′31″S 59°48′00″W / 62.47528°S 59.80000°W

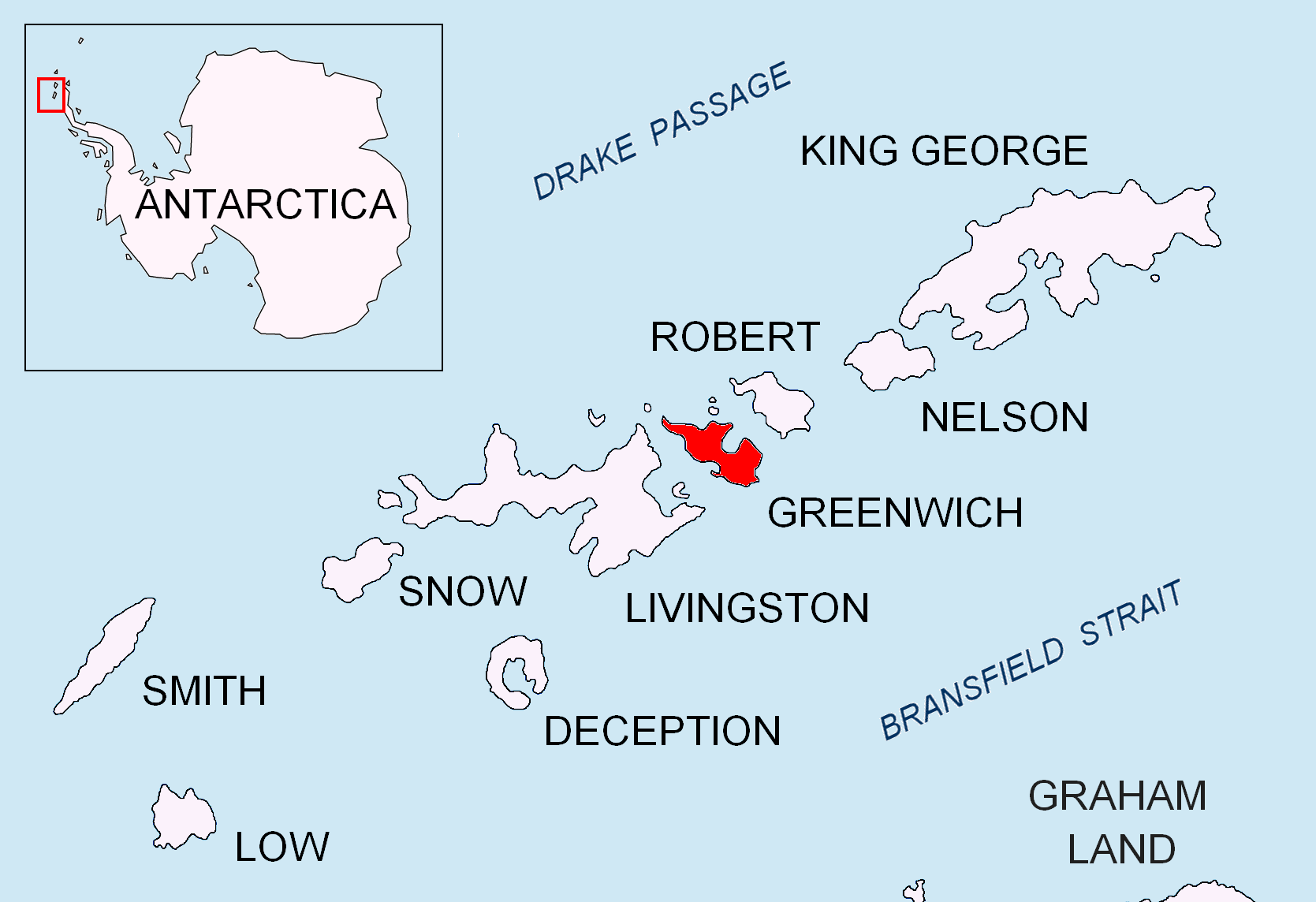

特勞布冰川是南極洲的冰川，位於南設得蘭群島的格林尼治島，長4公里、寬2.5公里，最終注入發現號灣，以智利探險隊的成員命名。

## 外部連結
- SCAR Composite Antarctic Gazetteer（页面存档备份，存于）.